# Putz Grill...
Putz Grill... é o primeiro show de stand-up comedy escrito e apresentado por Oscar Filho em cartaz desde 2008. Detentor de dois prêmios, é o show solo de stand-up comedy há mais tempo em cartaz no Brasil.

## Sobre o show
Em junho de 2008, Putz Grill... estreou em Florianópolis no TAC - Teatro Álvaro de Carvalho em duas sessões lotadas começando sua turnê pelo país.
Em 2009, participou da 1.ª Mostra de Humor Stand Up Comedy do Teatro Castro Alves, em Salvador.
No dia 13 de março de 2010 estreou na cidade de São Paulo no Teatro Frei Caneca. Logo depois entrou em cartaz na cidade de Campinas por 2 anos seguidos, terminando sua segunda temporada em 2013.
Em 2011, recebeu o 10.º Prêmio Jovem Brasileiro na categoria melhor solo de stand-up comedy do Brasil.
Em 2012, atingiu a marca de 500 mil espectadores que assistiram ao show e iniciou uma temporada que se estenderia por seis anos no Teatro Gazeta, em São Paulo. O show inaugurou o Teatro Municipal de Pederneiras sendo o primeiro stand-up a ser apresentado.
Em 2015 ficou em cartaz no Teatro Clara Nunes no Rio de Janeiro.
Em 2018 iniciou uma temporada de ano inteiro no Teatro MorumbiShopping e é eleito o melhor show de stand-up de São Paulo no Melhores do Teatro de 2017 pelo UOL no ano em que comemora 10 anos em cartaz. O show de stand-up também foi apresentado para mais de 2 mil pessoas na cidade de São Joaquim da Barra no 11ª Feira do Livro.

## Repercussão

Capa do show "Putz Grill... O Álbum" lançado em 2022

Visto por mais de 1 milhão de espectadores, Putz Grill... já visitou 122 cidades.
Em 2019 foi apresentado na Semana do Humor de Jundiaí para um público de 1000 espectadores, além de reestreiar no Teatro MorumbiShopping pelo segundo ano consecutivo.
Em outubro do mesmo ano, o solo foi apresentado no 3.º Festival de Humor do Teatro MorumbiShopping, mesmo festival que pre-estreou seu novo espetáculo solo intitulado Alto - Biografia Não Autorizada um mês depois.

## Álbum
No dia 10 de junho, lançou "Putz Grill... O Álbum", um álbum de stand-up comedy com seu primeiro solo de humor pela Cancel Records no My F. Comedy Club, em São Paulo.

## Prêmios
| Ano  | Prêmio                           | Categoria              | Indicação       | Resultado | Ref.   |
| ---- | -------------------------------- | ---------------------- | --------------- | --------- | ------ |
| 2011 | 10.º Prêmio Jovem Brasileiro     | Melhor Stand-up Comedy | "Putz Grill..." | Venceu    | [ 22 ] |
| 2018 | UOL - Melhores do Teatro de 2017 | Melhor Stand-up Comedy | "Putz Grill..." | Venceu    | [ 23 ] |